# 백표
백표(白彪, 1946년 ~ )은 홍콩 출신의 영화 배우이자 영화 제작자이다.